# Ja'net DuBois
Ja'net DuBois, all'anagrafe Jeannette Dubois (New York, 5 agosto 1932 – Glendale, 17 febbraio 2020), è stata un'attrice e cantante statunitense.
Divenne nota principalmente per aver interpretato negli anni settanta il ruolo di Willona Woods nella sitcom della CBS Good Times. La DuBois interpretò inoltre la celebre Movin' On Up (di cui fu anche coautrice), canzone sigla di testa della sitcom I Jefferson.

## Biografia
Durante i suoi primi anni di carriera, Jeannette DuBois apparve in molti programmi televisivi (solitamente in veste di ospite speciale); in seguito fu attrice nella seconda stagione del telefilm Sanford and Son (1972), quando partecipò all'episodio Sanford and Son and Sister Makes Three, nel ruolo di Juanita, una vecchia fiamma di Fred. Questa apparizione la fece notare dal produttore Norman Lear, che la volle nel  cast della serie Good Times. 
Solitamente interpretava ruoli di donne più anziane della sua età. Per esempio, quando Good Times debuttò nel 1974, la DuBois era di tre soli anni più anziana rispetto a Jimmie Walker, mentre sullo schermo veniva dipinta quasi come coetanea di Esther Rolle, all'epoca cinquantatreenne. 
Sul grande schermo ebbe il primo ruolo di rilievo nel film Diario di una casalinga inquieta (1970), in cui interpretò la parte di una lavandaia litigiosa accanto a Carrie Snodgress. Fu poi la coprotagonista del film Scappa, scappa... poi ti prendo! (1988) e delle sitcom Moesha e The Steve Harvey Show. Recitò nella parte della nonna nello show The Wayans Bros., ed apparve nel film Charlie's Angels - Più che mai (2003). 
Partecipò inoltre al videoclip musicale della canzone Control di Janet Jackson, sua vecchia collega sul set di Good Times, interpretando il ruolo di sua madre. 
Vinse un CableACE Award per il lavoro svolto nel film tv Other Women's Children basato sul romanzo di Perri Klass, e due Emmy Awards per il doppiaggio della serie animata The PJs.
Ja'net DuBois è morta nel 2020 per arresto cardiaco nella sua casa californiana.

## Vita privata
Dal suo matrimonio con Sajit Gupta, terminato col divorzio, nacquero 4 figli:  Provat Gupta, Rani Gupta, Kesha Gupta-Fields, e Raj Kristo Gupta, che le premorì nel 1987 all'età di 36 anni.

## Filmografia

### Cinema
- La pelle brucia (A Man Called Adam), regia di Leo Penn (1966)
- Diario di una casalinga inquieta (Diary of a Mad Housewife), regia di Frank Perry (1970)
- Five on the Black Hand Side, regia di Oscar Williams (1973)
- A Piece of the Action, regia di Sidney Poitier (1977)
- Scappa, scappa... poi ti prendo! (I'm Gonna Git You Sucka),  regia di Keenen Ivory Wayans (1988)
- Un fantasma per amico (Heart Condition), regia di James D. Parriott (1990)
- Penny Ante: The Motion Picture, regia di Gavin Wilding (1990)
- L'isola magica (Magic Island), regia di Sam Irvin (1996)
- Waterproof, regia di Barry Berman (2000)
- Charlie's Angels - Più che mai (Charlie's Angels: Full Throttle), regia di McG (2003)
- She's Got a Plan, regia di Fatima Washington e Corey Johnson (2016)

### Televisione
- Love of Life – serie TV (1951)
- J.T. – film TV (1969)
- Sanford and Son – serie TV, 1 episodio (1972)
- The Resolution of Mossie Wax – film TV (1973)
- Shaft – serie TV, 1 episodio (1973)
- Los Angeles quinto distretto di polizia (The Blue Knight) – film TV (1973)
- Kojak – serie TV, episodio 2x15 (1974)
- Caribe – serie TV, 1 episodio (1975)
- Radici - Le nuove generazioni (Roots: The Next Generations) – miniserie TV, 1 episodio (1979)
- Good Times – serie TV, 133 episodi (1974-1979)
- Love Boat (The Love Boat) – serie TV, 1 episodio (1980)
- Hellinger's Law – film TV (1981)
- L'albero delle mele (The Facts of Life) – serie TV, 1 episodio (1981)
- The Sophisticated Gents – serie TV, 3 episodi (1981)
- The Big Easy – film TV (1982)
- The Tom Swift and Linda Craig Mystery Hour – film TV (1983)
- Spencer – serie TV, 1 episodio (1984)
- Crazy Like a Fox – serie TV, 1 episodio (1985)
- Stranded – film TV (1986)
- Bambini come questi (Kids Like These) – film TV (1987)
- Houston Knights - Due duri da brivido (Houston Knights) – serie TV, 1 episodio (1988)
- Nearly Departed – serie TV, 1 episodio (1989)
- New Attitude – serie TV, 1 episodio (1990)
- Laugh!s – serie TV, 1 episodio (1990)
- Doctor Doctor – serie TV, 1 episodio (1990)
- Hammer, Slammer, & Slade – film TV (1990)
- Tutti al college (A Different World) – serie TV, 1 episodio (1991)
- Una famiglia tutto pepe (True Colors) – serie TV, 1 episodio (1991)
- Dream On – serie TV, 1 episodio (1991)
- Beverly Hills 90210 – serie TV, 1 episodio (1992)
- Cuori al Golden Palace (The Golden Palace) – serie TV, 2 episodi (1992-1993)
- Harlan & Merleen – film TV (1993)
- I figli delle altre (Other Women's Children) – film TV (1993)
- Mr. Cooper – serie TV, 1 episodio (1994)
- Sister, Sister – serie TV, 1 episodio (1994)
- Quell'uragano di papà (Home Improvement) – serie TV, 2 episodi (1991-1995)
- E.R. - Medici in prima linea (ER) – serie TV, 1 episodio (1995)
- Sophie & the Moonhanger – film TV (1996)
- Non guardare indietro (Don't Look Back) – film TV (1996)
- Moesha – serie TV, 1 episodio (1997)
- Il tocco di un angelo (Touched by an Angel) – serie TV, 1 episodio (1997)
- The Wayans Bros. – serie TV, 10 episodi (1996-1997)
- Best Friends for Life – film TV (1998)
- Hard Time – film TV (1998)
- Ragazze a Beverly Hills (Clueless) – serie TV, 1 episodio (1999)
- Hard Time: L'hotel degli ostaggi (Hard Time: Hostage Hotel) – film TV (1999)
- The Steve Harvey Show – serie TV, 1 episodio (2000)
- Tutti amano Raymond (Everybody Loves Raymond) – serie TV, 1 episodio (2000)
- Boomtown – serie TV, 1 episodio (2003)
- One on One – serie TV, 1 episodio (2003)
- Crossing Jordan – serie TV, 1 episodio (2006)
- Cold Case - Delitti irrisolti (Cold Case) – serie TV, 1 episodio (2007)

## Doppiatrici italiane
Nelle versioni in italiano dei suoi lavori, Ja'net DuBois è stata doppiata da:
- Anna Rita Pasanisi in Cold Case - Delitti irrisolti

## Discografia
- Queen of the Highway (1980)
- Again, Ja'Net DuBois (1983)
- Hidden Treasures (2007)